# Philip Tuite Dalton
 (décembre 2024).
Si vous disposez d'ouvrages ou d'articles de référence ou si vous connaissez des sites web de qualité traitant du thème abordé ici, merci de compléter l'article en donnant les références utiles à sa vérifiabilité et en les liant à la section « Notes et références ».
Philippe Tuite Dalton (1781-1853) est un officier britannique d'origine irlandaise. Marié à une ancienne danseuse française, il est principalement connu pour ses relations tumultueuses avec son épouse et son rôle discret dans les milieux sociaux et culturels du début du XIXe siècle.

## Biographie

### Origines et carrière militaire
Philippe Tuite Dalton naît en 1781 dans une famille irlandaise, probablement d'origine anglo-irlandaise. Bien que les détails de sa carrière militaire restent peu documentés, il est mentionné comme officier dans l'armée britannique, une position qui l'aurait conduit à voyager entre l'Irlande, l'Angleterre et le continent européen.

### Mariage et vie personnelle
En février 1824, à Paris, il épouse une ancienne danseuse française dont le nom reste peu connu. Cependant, leur relation avait débuté bien avant leur mariage, puisque leur fille, Charlotte Dalton, était née à Dublin en 1819.
Leur mariage est souvent qualifié d’« orageux » en raison de tensions constantes et de longues périodes de séparation. Philippe partage son temps entre Paris et Londres, tandis que son épouse se trouve mêlée à des relations amicales ou sentimentales avec plusieurs figures artistiques majeures de l'époque, telles que Horace Vernet, Eugène Delacroix, Richard Parkes Bonington et Paul-Hippolyte Soulier.

### Décès
Philippe Tuite Dalton décède en 1853, à l'âge de 72 ans.

## Vie familiale
- Épouse : Geneviève-Charlotte Simon, ancienne danseuse française.
- Enfant : Charlotte Dalton (1819 - ?), née à Dublin.

## Influence culturelle et sociale
Bien que son rôle direct dans les cercles artistiques reste marginal, la position sociale de son épouse et ses relations avec des artistes influents témoignent de l’importance du couple dans les milieux mondains du XIXe siècle. Le mariage entre un officier britannique et une artiste française illustre également les relations transnationales de l'époque, souvent marquées par des tensions culturelles et sociales.

## Sources
- Horace Vernet : Peintre du XIXe siècle par Marie-Christine Boucher.
- Bonington et le Romantisme par Patrick Noon.
- Journal d'Eugène Delacroix.
- Acte de mariage de Philippe Tuite Dalton et [son épouse], archives de Paris (1824).
- Archives militaires britanniques (officiers irlandais au XIXe siècle).